# Музей на розата
Експозицията „Музей на розата“ е подразделение на "Исторически музей Искра, Казанлък" и се намира от 2016 г. нататък в специално построена сграда в парк „Розариум“, в централната част на гр. Казанлък, а преди това е бил в "Института по розата и етеричномаслените култури". Главната цел на музея е да запознае хората, които го посещават, с историята на отглеждане на маслодайна роза (гюл) и на розопроизводството по българските земи. Първата музейна експозиция за казанлъшката маслодайна роза е открита през 1967 г. в сградата на Института, а през 1969 г. тя прераства в отделен музей.

## Експонати
Изложените експонати са разположени в 2 зали. В музея могат да се видят и инструменти за обработка на розови градини, съдове за съхранение и износ на розово масло и розова вода. Забележителен предмет в експозицията на музея е съд за розово масло – конкума (вид бъклица), който е бил използван за последен път през 1947 г., но ароматът на рози се носи от него в продължение на десетилетия. В Музея на розата са направени възстановки на склад за розово масло и на първата лаборатория за изследване на розовото масло, създадена през 1912 г. от учителя по химия в казанлъшкото училище Христо Яръмов.
Музеят на розата съхранява над 15 000 експоната, свързани с розобера и розопроизводството от цяла България. Той разполага с богата колекция от предмети, снимки и документи, разкриващи историята на българското производство на маслодайни рози. В него се пазят типични за живеещите в Розовата долина предмети от бита и свидетелства за тяхната култура. Освен сувенири, свързани с тях, музеят предлага на своите посетители и розово масло и различни други продукти на основата на маслодайната роза, като: козметика, розов ликьор, гюлова ракия.

## Празник на розата
От 1903 г. в първите събота и неделя на месец юни в Казанлък eжегодно се организира традиционен Празник на розата, който предлага на посетителите незабравими спомени, свързани с красотата, веселието и гостоприемството на жителите на Розовата долина.

## Галерия
- Снимки от музея
- Изглед към експозицията
- Казани за розово масло от 19 век
- Възстановка на първата българска лаборатория за етерични масла
- Конкуми – съдове за розово масло с инкрустации
- Конкуми – съдове за розово масло за износ